# Hans-Jost Frey
Hans-Jost Frey (* 1. April 1933 in Zürich; † 12. Februar 2023 in Zürich) war ein Schweizer Literaturwissenschaftler und Schriftsteller. Er war Professor für Komparatistik an der Universität Zürich.

## Leben
Hans-Jost Frey studierte romanische Philologie und Vergleichende Literaturwissenschaft in Zürich, Rom und Venedig. Er promovierte 1958 mit einer von Konrad Huber betreuten linguistischen Studie zu den venezianischen Dialekten. Danach war er Assistent am Romanischen Seminar der Universität Zürich. Von 1962 bis 1966 betreute er den Kulturteil der Schweizer Monatshefte. Nach seiner Habilitation in Zürich war er von 1966 bis 1968 Associate Professor an der Cornell University. Er war von 1970 bis 1976 Professor für Französische Literatur an der Universität Zürich (Nachfolge Georges Poulet), anschliessend von 1976 bis 1998 ebendort Professor für Vergleichende Literaturwissenschaft (Nachfolge Paul de Man). Von 1973 bis 1974 war er Gastprofessor an der Yale University. Frey ist Verfasser von literaturtheoretischen und literarischen Texten. Ab der Jahrtausendwende erschienen seine Werke fast ausschliesslich in den Verlagen von Urs Engeler. Seine Studie Kritik des freien Verses wurde 1979 mit dem Preis der Deutschen Akademie für Sprache und Dichtung ausgezeichnet. Er war mit Eleonore Frey verheiratet.

## Werke

### Autor
- Per la posizione lessicale dei dialetti veneti. Istituto per la Collaborazione Culturale, Venezia 1962.
- Kritik des freien Verses. Lambert Schneider, Heidelberg, 1980, ISBN 3795302714.
- Studien über das Reden der Dichter. Mallarmé, Baudelaire, Rimbaud, Hölderlin. Fink, München 1986, ISBN 3770523466.
- Unterbrechungen. Howeg, Zürich 1989, ISBN 3-85736-083-6.
- Der unendliche Text. Suhrkamp, Frankfurt am Main 1990, ISBN 978-3-518-58059-2.
- Wörter und die Wiedervereinigung der Wörter. Howeg, Zürich 1994, ISBN 3-85736-117-4.
- Lesen und Schreiben. Urs Engeler Editor, Basel 1998, ISBN 978-3-905591-69-9.
- Die Autorität der Sprache. Howeg, Lana/Zürich 1999, ISBN 3-85736-181-6.
- Vier Veränderungen über Rhythmus. Engeler, Basel 2000, ISBN 978-3-905591-14-9.
- Wortstellungen zur Stellung der Poesie. Engeler, Basel 2002, ISBN 978-3-905591-48-4.
- (mit Franz Josef Czernin) Briefe zu Gedichten. Engeler, Basel 2003, ISBN 978-3-905591-64-4.
- Maurice Blanchot. Das Ende der Sprache schreiben. Engeler, Basel 2007, ISBN 978-3-938767-33-7.
- Dante: Fünfundzwanzig Lesespäne. Engeler, Basel 2008, ISBN 978-3-938767-53-5.
- Henrici. Engeler, Solothurn 2014, ISBN 978-3-906050-09-6.
- (mit Franz Josef Czernin) Sätze, hrsg. von Urs Engeler, roughbook, Zürich/Rettenegg/Solothurn 2014, ISBN 978-3-907369-08-1.
- Wozu Literatur? Engeler, Schupfart 2024, ISBN 978-3-907369-33-3.
- (mit Eleonore Frey) Textmuster an Mustertexten. Engeler, Schupfart 2024, ISBN 978-3-907369-32-6.
- Das verbergende Licht. Weitere Lesespäne zu Dante. Aus dem Nachlass hrsg. von Marco Baschera. Engeler, Schupfart 2025, ISBN 978-3-907369-43-2.

### Herausgeber
- Jean Paulhan: Die Blumen von Tarbes und weitere Schriften zur Theorie der Literatur. Engeler, Basel 2009, ISBN 978-3-938767-65-8.